# Primera ronda de la Clasificación de CAF para la Copa Mundial de Fútbol de 2006
La Primera ronda de la Clasificación de CAF para la Copa Mundial de Fútbol de 2006 contó con la participación de 42 selecciones nacionales de África afiliadas a la CAF, las cuales fueron ubicadas en 21 partidos de eliminación directa a visita recíproca.
Los 21 ganadores de esta fase avanzan a la ronda final por la eliminatoria al mundial junto a los cinco clasificados al mundial anterior (Camerún, Nigeria, Túnez, Sudáfrica y Senegal), además de las mejores cuatro selecciones de la confederación en el ránkin de la FIFA publicado el 25 de junio de 2003 (República Democrática del Congo, Egipto, Costa de Marfil y Marruecos).

## Resultados
| Equipo 1              | Agr.    | Equipo 2                 | Ida | Vuelta       |
| --------------------- | ------- | ------------------------ | --- | ------------ |
| Guinea-Bisáu          | 1–4     | Malí                     | 1–2 | 0–2          |
| Madagascar            | 3–4     | Benín                    | 1–1 | 2–3          |
| Seychelles            | 1–5     | Zambia                   | 0–4 | 1–1          |
| Botsuana              | 4–1     | Lesoto                   | 4–1 | 0–0          |
| Guinea Ecuatorial     | 1–2     | Togo                     | 1–0 | 0–2          |
| Santo Tomé y Príncipe | 0–9     | Libia                    | 0–1 | 0–8          |
| Tanzania              | 0–3     | Kenia                    | 0–0 | 0–3          |
| Níger                 | 0–7     | Argelia                  | 0–1 | 0–6          |
| Uganda                | 4–3     | Mauricio                 | 3–0 | 1–3 (a.e.t.) |
| Sudán                 | 3–0     | Eritrea                  | 3–0 | 0–0          |
| Zimbabue              | 4–2     | Mauritania               | 3–0 | 1–2          |
| Suazilandia           | 1–4     | Cabo Verde               | 1–1 | 0–3          |
| Burundi               | 1–4     | Gabón                    | 0–0 | 1–4          |
| Chad                  | 3–3 (a) | Angola                   | 3–1 | 0–2          |
| Congo                 | 2–1     | Sierra Leona             | 1–0 | 1–1          |
| Etiopía               | 1–3     | Malaui                   | 1–3 | 0–0          |
| Ruanda                | 4–1     | Namibia                  | 3–0 | 1–1          |
| Guinea                | 5–3     | Mozambique               | 1–0 | 4–3          |
| Gambia                | 2–3     | Liberia                  | 2–0 | 0–3          |
| Somalia               | 0–7     | Ghana                    | 0–5 | 0–2          |
| Burkina Faso          | w/o     | República Centroafricana |     |              |

## Partidos
| 10 de octubre de 2003 | Guinea-Bisáu  | 1–2     | Malí                     | Estádio 24 de Setembro, Bissau, Guinea-Bisáu     |                                                  |
|                       | Fernandes 50' | Reporte | Keita 8' · Coulibaly 69' | Asistencia: 22 000 espectadores Árbitro(s): Sowe | Asistencia: 22 000 espectadores Árbitro(s): Sowe |

| 14 de noviembre de 2003 | Malí                              | 2–0     | Guinea-Bisáu | Stade du 26 Mars, Bamako, Malí                       |                                                      |
|                         | Coulibaly 15' · Sidibé 84' (pen.) | Reporte |              | Asistencia: 13 251 espectadores Árbitro(s): Seydou ) | Asistencia: 13 251 espectadores Árbitro(s): Seydou ) |

| 11 de octubre de 2003 | Madagascar | 1–1     | Benín         | Mahamasina Municipal Stadium, Antananarivo, Madagascar |                                                   |
|                       | Edmond 28' | Reporte | Adjamossi 74' | Asistencia: 5131 espectadores Árbitro(s): Maillet      | Asistencia: 5131 espectadores Árbitro(s): Maillet |

| 16 de noviembre de 2003 | Benín                         | 3–2     | Madagascar                                   | Stade de l'Amitié, Cotonú, Benín                   |                                                    |
|                         | Tchomogo 33' (pen.) 62' 90+2' | Reporte | Radonamahafalison 15' · Rakotondramanana 23' | Asistencia: 20 000 espectadores Árbitro(s): Imiere | Asistencia: 20 000 espectadores Árbitro(s): Imiere |

| 11 de octubre de 2003 | Seychelles | 0–4     | Zambia                                              | Stade Linité, Victoria, Seychelles                      |                                                         |
|                       |            | Reporte | Kampamba 8' · Fichite 44' · Milanzi 52' · Numba 75' | Asistencia: 2700 espectadores Árbitro(s): Lim Kee Chong | Asistencia: 2700 espectadores Árbitro(s): Lim Kee Chong |

| 15 de noviembre de 2003 | Zambia     | 1–1     | Seychelles  | Independence Stadium, Lusaka, Zambia                   |                                                        |
|                         | Milanzi 7' | Reporte | Suzette 69' | Asistencia: 30 000 espectadores Árbitro(s): Abdulkadir | Asistencia: 30 000 espectadores Árbitro(s): Abdulkadir |

| 11 de octubre de 2003 | Botsuana                                           | 4–1     | Lesoto       | Botswana National Stadium, Gaborone, Botsuana    |                                                  |
|                       | Molwantwa 7' · Gabolwelwe 44' · Selolwane 50', 53' | Reporte | Ramafole 64' | Asistencia: 10 000 espectadores Árbitro(s): Joao | Asistencia: 10 000 espectadores Árbitro(s): Joao |

| 16 de noviembre de 2003 | Lesoto | 0–0             | Botsuana | Setsoto Stadium, Maseru, Lesoto                      |                                                      |
|                         |        | Report Reporte] |          | Asistencia: 9000 espectadores Árbitro(s): Shikapande | Asistencia: 9000 espectadores Árbitro(s): Shikapande |

| 11 de octubre de 2003 | Guinea Ecuatorial | 1–0     | Togo | Estadio La Libertad, Bata, Guinea Ecuatorial      |                                                   |
|                       | Barila 25' (pen.) | Reporte |      | Asistencia: 25 000 espectadores Árbitro(s): Evehe | Asistencia: 25 000 espectadores Árbitro(s): Evehe |

| 16 de noviembre de 2003 | Togo                       | 2–0     | Guinea Ecuatorial | Stade de Kégué, Lomé, Togo                               |                                                          |
|                         | Adebayor 43' · Salifou 53' | Reporte |                   | Asistencia: 12 000 espectadores Árbitro(s): Mandziokouta | Asistencia: 12 000 espectadores Árbitro(s): Mandziokouta |

| 11 de octubre de 2003 | Santo Tomé y Príncipe | 0–1     | Libia        | Estádio Nacional 12 de Julho, São Tomé, Santo Tomé y Príncipe |                                                   |
|                       |                       | Reporte | El Masli 85' | Asistencia: 4000 espectadores Árbitro(s): Yameogo             | Asistencia: 4000 espectadores Árbitro(s): Yameogo |

| 16 de noviembre de 2003 | Libia                                                                          | 8–0     | Santo Tomé y Príncipe | March 28 Stadium, Benghazi, Libia                  |                                                    |
|                         | El Masli 8' 17' 20' · El Taib 45' 63' · Suliman 54' · Osman 74' · El Rabty 88' | Reporte |                       | Asistencia: 20 000 espectadores Árbitro(s): Guirat | Asistencia: 20 000 espectadores Árbitro(s): Guirat |

| 11 de octubre de 2003 | Tanzania | 0–0     | Kenia | Tanzania National Stadium, Dar es Salaam, Tanzania |                                                   |
|                       |          | Reporte |       | Asistencia: 8864 espectadores Árbitro(s): Tessema  | Asistencia: 8864 espectadores Árbitro(s): Tessema |

| 15 de noviembre de 2003 | Kenia                     | vs.     | Tanzania | Moi International Sports Centre, Nairobi, Kenia        |                                                        |
|                         | Oliech 9' 32' · Origi 30' | Reporte |          | Asistencia: 14 000 espectadores Árbitro(s): El-Beltagy | Asistencia: 14 000 espectadores Árbitro(s): El-Beltagy |

| 11 de octubre de 2003 | Níger | 0–1     | Argelia       | Stade Général Seyni Kountché, Niamey, Níger               |                                                           |
|                       |       | Reporte | Boutabout 63' | Asistencia: 20 126 espectadores Árbitro(s): Lim Kee Chong | Asistencia: 20 126 espectadores Árbitro(s): Lim Kee Chong |

| 14 de noviembre de 2003 | Argelia                                              | 6–0     | Níger | Stade 5 Juillet 1962, Algiers, Argelia             |                                                    |
|                         | Cherrad 16' 22' · Akrour 42' 45' 82' · Boutabout 77' | Reporte |       | Asistencia: 53 200 espectadores Árbitro(s): Seydou | Asistencia: 53 200 espectadores Árbitro(s): Seydou |

| 11 de octubre de 2003 | Uganda                             | 3–0     | Mauricio | Nelson Mandela National Stadium, Kampala, Uganda |                                                  |
|                       | Bajope 17' · Mubiru 35' · Obua 75' | Reporte |          | Asistencia: 56 000 espectadores Árbitro(s): Sowe | Asistencia: 56 000 espectadores Árbitro(s): Sowe |

| 16 de noviembre de 2003 | Mauricio                              | 3–1 (t. s.) | Uganda    | Stade George V, Curepipe, Mauricio               |                                                  |
|                         | Nabuth 18' · Mourgine 32' · Louis 89' | Reporte     | Obua 112' | Asistencia: 17 000 espectadores Árbitro(s): Joao | Asistencia: 17 000 espectadores Árbitro(s): Joao |

| 11 de octubre de 2003 | Sudán                                     | 3–0     | Eritrea | Khartoum Stadium, Jartum, Sudán                    |                                                    |
|                       | Tambal 10' · El-Rasheed 30' · Mohamed 77' | Reporte |         | Asistencia: 39 000 espectadores Árbitro(s): Codjia | Asistencia: 39 000 espectadores Árbitro(s): Codjia |

| 14 de noviembre de 2003 | Eritrea | 0–0     | Sudán | Estadio Cicero, Asmara, Eritrea                     |                                                     |
|                         |         | Reporte |       | Asistencia: 32 000 espectadores Árbitro(s): Maillet | Asistencia: 32 000 espectadores Árbitro(s): Maillet |

| 12 de octubre de 2003 | Zimbabue                                  | 3–0     | Mauritania | National Sports Stadium, Harare, Zimbabue         |                                                   |
|                       | A. Ndlovu 23' · Tembo 47' · P. Ndlovu 57' | Reporte |            | Asistencia: 55 000 espectadores Árbitro(s): Damon | Asistencia: 55 000 espectadores Árbitro(s): Damon |

| 14 de noviembre de 2003 | Mauritania              | 2–1     | Zimbabue    | Stade olympique, Nuakchot, Mauritania           |                                                 |
|                         | Langlet 3' · Sidibe 10' | Reporte | Mbwando 81' | Asistencia: 3000 espectadores Árbitro(s): Keita | Asistencia: 3000 espectadores Árbitro(s): Keita |

| 12 de octubre de 2003 | Suazilandia | 1–1     | Cabo Verde | Somhlolo National Stadium, Lobamba, Suazilandia   |                                                   |
|                       | Dlamini 64' | Reporte | Morais 55' | Asistencia: 5000 espectadores Árbitro(s): Teshome | Asistencia: 5000 espectadores Árbitro(s): Teshome |

| 16 de noviembre de 2003 | Cabo Verde                | 3–0     | Suazilandia | Estádio da Várzea, Praia, Cabo Verde                |                                                     |
|                         | Cafú 51' 65' · Morais 90' | Reporte |             | Asistencia: 6000 espectadores Árbitro(s): Aboubakar | Asistencia: 6000 espectadores Árbitro(s): Aboubakar |

| 12 de octubre de 2003 | Burundi | 0–0     | Gabón | Prince Louis Rwagasore Stadium, Buyumbura, Burundi |                                                  |
|                       |         | Reporte |       | Asistencia: 10 000 espectadores Árbitro(s): Itur   | Asistencia: 10 000 espectadores Árbitro(s): Itur |

| 15 de noviembre de 2003 | Gabón                                           | 4–1     | Burundi       | Stade Omar Bongo, Libreville, Gabón               |                                                   |
|                         | N'Zigou 2' · Mwinyi 16' (a.g.) · Nguéma 38' 80' | Reporte | Nzeyimana 90' | Asistencia: 15 000 espectadores Árbitro(s): Ndoye | Asistencia: 15 000 espectadores Árbitro(s): Ndoye |

| 12 de octubre de 2003 | Chad              | 3–1     | Angola          | Stade Omnisports Idriss Mahamat Ouya, N'Djamena. Chad |                                                  |
|                       | Oumar 53' 74' 83' | Reporte | Bruno Mauro 49' | Asistencia: 30 000 espectadores Árbitro(s): Nahi      | Asistencia: 30 000 espectadores Árbitro(s): Nahi |

| 16 de noviembre de 2003 | Angola                     | 2–0     | Chad | Estádio da Cidadela, Luanda, Angola                 |                                                     |
|                         | Akwá 42' · Bruno Mauro 57' | Reporte |      | Asistencia: 30 000 espectadores Árbitro(s): Bisingu | Asistencia: 30 000 espectadores Árbitro(s): Bisingu |

| 12 de octubre de 2003 | Congo             | 1–0     | Sierra Leona | Stade Alphonse Massamba-Débat, Brazzaville, Congo |                                                |
|                       | Mvoubi 89' (pen.) | Reporte |              | Asistencia: 4800 espectadores Árbitro(s): Mana    | Asistencia: 4800 espectadores Árbitro(s): Mana |

| 16 de noviembre de 2003 | Sierra Leona | 1–1     | Congo         | National Stadium, Freetown, Sierra Leona          |                                                   |
|                         | Koroma 58'   | Reporte | Guié-Mien 67' | Asistencia: 20 000 espectadores Árbitro(s): Lopes | Asistencia: 20 000 espectadores Árbitro(s): Lopes |

| 12 de octubre de 2003 | Etiopía         | 1–3     | Malaui                          | Addis Ababa Stadium, Addis Ababa, Etiopía            |                                                      |
|                       | Getu 81' (pen.) | Reporte | Kanyenda 39' 55' · Mgangira 88' | Asistencia: 20 000 espectadores Árbitro(s): El Fatah | Asistencia: 20 000 espectadores Árbitro(s): El Fatah |

| 15 de noviembre de 2003 | Malaui | 0–0     | Etiopía | Civo Stadium, Lilongüe, Malaui                                  |                                                                 |
|                         |        | Reporte |         | Asistencia: 20 000 espectadores Árbitro(s): Khaled Abdel Rahman | Asistencia: 20 000 espectadores Árbitro(s): Khaled Abdel Rahman |

| 12 de octubre de 2003 | Ruanda                                | 3–0     | Namibia | Stade Amahoro, Kigali, Ruanda                          |                                                        |
|                       | Elias 43' · Karekezi 52' · Lomami 58' | Reporte |         | Asistencia: 22 000 espectadores Árbitro(s): Abdulkadir | Asistencia: 22 000 espectadores Árbitro(s): Abdulkadir |

| 15 de noviembre de 2003 | Namibia      | 1–1     | Ruanda     | Independence Stadium, Windhoek, Namibia |                   |
|                         | Shipanga 39' | Reporte | Lomami 37' | Árbitro(s): Mbera                       | Árbitro(s): Mbera |

| 12 de octubre de 2003 | Guinea       | 1–0     | Mozambique | Stade du 28 Septembre, Conakri, Guinea            |                                                   |
|                       | Bangoura 70' | Reporte |            | Asistencia: 13 400 espectadores Árbitro(s): Ndoye | Asistencia: 13 400 espectadores Árbitro(s): Ndoye |

| 16 de noviembre de 2003 | Mozambique        | 3–4     | Guinea                           | Estádio da Machava, Maputo                            |                                                       |
|                         | Dário 75' 80' 89' | Reporte | Youla 14' · Bangoura 21' 35' 54' | Asistencia: 50 000 espectadores Árbitro(s): Mochubela | Asistencia: 50 000 espectadores Árbitro(s): Mochubela |

| 12 de octubre de 2003 | Gambia               | 2–0     | Liberia | Independence Stadium, Bakau, Gambia                |                                                    |
|                       | Njie 64' · Sonko 79' | Reporte |         | Asistencia: 20 000 espectadores Árbitro(s): Codjia | Asistencia: 20 000 espectadores Árbitro(s): Codjia |

| 16 de noviembre de 2003 | Liberia                           | 3–0     | Gambia | Antoinette Tubman Stadium, Monrovia, Liberia          |                                                       |
|                         | Roberts 10' · Isaac Tondo 76' 83' | Reporte |        | Asistencia: 10 000 espectadores Árbitro(s): Coulibaly | Asistencia: 10 000 espectadores Árbitro(s): Coulibaly |

| 16 de noviembre de 2003                     | Somalia | 0–5     | Ghana                                          | Ohene Djan Stadium, Acra (Ghana)                              |                                                               |
|                                             |         | Reporte | Arhin Duah 25' 56' · Boakye 69' 89' · Gyan 82' | Asistencia: 19 447 espectadores Árbitro(s): Bakoubebile Bebou | Asistencia: 19 447 espectadores Árbitro(s): Bakoubebile Bebou |
| Somalia jugó de local en la sede del rival. |         |         |                                                |                                                               |                                                               |

| 19 de noviembre de 2003 | Ghana                  | 2–0     | Somalia | Baba Yara Stadium, Kumasi, Ghana                    |                                                     |
|                         | Appiah 27' · Adjei 90' | Reporte |         | Asistencia: 12 000 espectadores Árbitro(s): Chaibou | Asistencia: 12 000 espectadores Árbitro(s): Chaibou |